# Arsita
Arsita – miejscowość i gmina we Włoszech, w regionie Abruzja, w prowincji Teramo.
Według danych na rok 2004 gminę zamieszkuje 967 osób, 28,4 os./km².